# Verband Schweizer Sportjournalisten
Der Verband Schweizer Sportjournalisten (VSSJ) wurde am 22. Oktober 1938 gegründet. Zusammen mit 140 weiteren nationalen Verbänden bildet er die Association Internationale de la Presse Sportive (AIPS). Der Verband Schweizer Sportjournalisten ist auch verantwortlich für die Wahl der besten Schweizer Sportlerinnen und Sportler des Jahres. Die Verleihung  dieses Preises wird jedes Jahr im Schweizer Fernsehen unter dem Namen der Credit Suisse Sports Awards übertragen.

## Geschichte
Die Anfänge des Schweizer Sportjournalistenverbands gehen auf die 1920er-Jahre zurück. Jedoch wurden schon anfangs des 20. Jahrhunderts einige Sportzeitungen sowie Sportzeitschriften eingeführt, die mehr oder weniger lange Zeit Bestand hatten.

## Grundkurs
Um den Nachwuchs Schweizer Sportjournalisten zu gewähren und zu fördern, führt der Verband Schweizer Sportjournalisten alle zwei Jahre einen Grundkurs durch. Dieser dient dazu, Menschen, die sich für den Beruf des Sportjournalisten entscheiden, durch die Weitergabe von Erfahrung und des Elementaren im Sportjournalismus für den Beruf zu gewinnen. Weiter versucht man auch, so Talente zu sichten und diesen eine Chance zu geben.